# Premiul Lenin

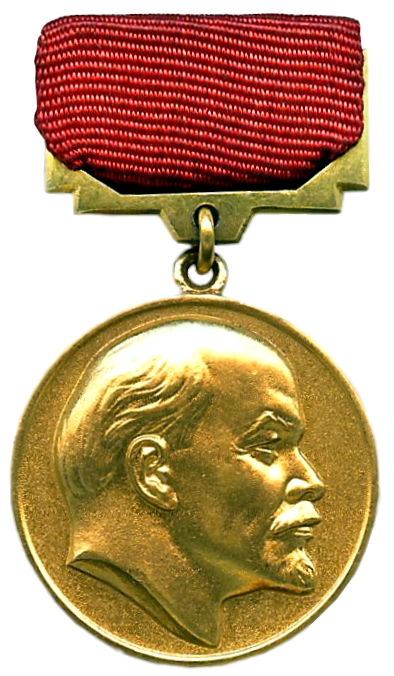
Premiul Lenin

Premiul Lenin era unul din cele mai înalte premii oferit cetățenilor din URSS pentru mari realizări în domeniul științei, tehnologiei, literatură, artă și arhitectură. 
Premiul Lenin a fost stabilit pe 23 iunie 1925 prin ordin al Comitetului Central al PCUS. A fost atribuit inițial numai pentru lucrări științifice. Se acorda pe 22 aprilie, data nașterii lui Lenin. Între 1935 - 1957 nu s-a acordat, fiind înlocuit cu Premiul Stalin.